# Giulio Bezzi
Giulio Bezzi (ur. 17 września 1999 w Cles) – włoski narciarz, specjalista kombinacji norweskiej, zawodnik klubu G.S. Monte Giner A.S.D..

## Kariera
Po raz pierwszy na arenie międzynarodowej Giulio Bezzi pojawił się 14 grudnia 2013 roku, kiedy wystartował w zawodach Alpen Cup. Zajął wtedy 62. miejsce w zawodach metodą Gundersena w Seefeld. W cyklu Alpen Cup, raz stanął na podium, a miało to miejsce 23 września 2017 roku w niemieckim Winterbergu, gdzie zajął trzecie miejsce.
W lutym 2017 roku wystąpił na mistrzostwach świata juniorów w Park City, zajmując 40. miejsce indywidualnie. Jeszcze dwukrotnie startował na imprezach tego cyklu, najlepsze wyniki osiągając podczas mistrzostw świata juniorów w Lahti w 2019 roku, gdzie wywalczył 28. miejsce indywidualnie oraz ósme miejsce w zawodach drużynowych.
W Pucharze Świata zadebiutował 10 stycznia 2020 roku we włoskim Val di Fiemme zajmując 46. miejsce w Gundersenie.

## Osiągnięcia

### Mistrzostwa świata juniorów
| Miejsce | Dzień       | Rok  | Miejscowość | Konkurencja           | Wynik zwycięzcy | Strata  | Zwycięzca          |
| ------- | ----------- | ---- | ----------- | --------------------- | --------------- | ------- | ------------------ |
| 9.      | 2 lutego    | 2017 | Park City   | Sztafeta HS100/4x5 km | 46:17,4         | +2:55,2 | Austria            |
| 40.     | 4 lutego    | 2017 | Park City   | Gundersen HS100/5 km  | 12:14,9         | +3:24,1 | Vinzenz Geiger     |
| 30.     | 3 lutego    | 2018 | Kandersteg  | Gundersen HS106/5 km  | 11:28,8         | +2:39,8 | Vid Vrhovnik       |
| 28.     | 23 stycznia | 2019 | Lahti       | Gundersen HS100/5 km  | 13:43,0         | +1:55,5 | Julian Schmid      |
| 8.      | 25 stycznia | 2019 | Lahti       | Sztafeta HS100/4x5 km | 53:16,4         | +3:02,7 | Niemcy             |
| 30.     | 27 stycznia | 2019 | Lahti       | Gundersen HS100/10 km | 28:16,8         | +2:44,6 | Johannes Lamparter |

### Zimowy olimpijski festiwal młodzieży Europy
| Miejsce | Dzień       | Rok  | Miejscowość         | Konkurencja           | Wynik zwycięzcy | Strata  | Zwycięzca         |
| ------- | ----------- | ---- | ------------------- | --------------------- | --------------- | ------- | ----------------- |
| 36.     | 26 stycznia | 2015 | Tschagguns/Gaschurn | Gundersen HS108/10 km | 27:17,4         | +4:37,2 | Willi Hengelhaupt |
| 6.      | 28 stycznia | 2015 | Tschagguns/Gaschurn | Sztafeta HS108/4x5 km | 56:37,3         | +3:37,0 | Austria           |
| 22.     | 30 stycznia | 2015 | Tschagguns/Gaschurn | Gundersen HS108/5 km  | 13:40,9         | +2:14,1 | Willi Hengelhaupt |

### Puchar Świata

#### Miejsca w klasyfikacji generalnej
- sezon 2019/2020: niesklasyfikowany
- sezon 2020/2021: niesklasyfikowany

#### Miejsca na podium w zawodach indywidualnych chronologicznie
Jak dotąd Bezzi nie stawał na podium indywidualnych zawodów Pucharu Świata.

### Puchar Kontynentalny

#### Miejsca w klasyfikacji generalnej
- sezon 2019/2020: 57.
- sezon 2020/2021: niesklasyfikowany

#### Miejsca na podium chronologicznie
Jak dotąd Bezzi nie stawał na podium indywidualnych zawodów Pucharu Kontynentalnego.

### Alpen Cup

#### Miejsca w klasyfikacji generalnej
- sezon 2013/2014: niesklasyfikowany
- sezon 2014/2015: niesklasyfikowany
- sezon 2015/2016: niesklasyfikowany
- sezon 2016/2017: 41.
- sezon 2017/2018: 36.
- sezon 2018/2019: 16.

#### Miejsca na podium w konkursach indywidualnych Alpen Cup chronologicznie
| Nr | Data             | Miejscowość | Konkurencja          | Wynik zwycięzcy | Pozycja | Strata | Zwycięzca        |
| -- | ---------------- | ----------- | -------------------- | --------------- | ------- | ------ | ---------------- |
| 1. | 23 września 2017 | Winterberg  | Gundersen HS87/10 km | 24:36,0         | 3.      | +36,0  | Justin Moczarski |